# Live Forever (Lil Peep)
Live Forever è il secondo mixtape del rapper statunitense Lil Peep, pubblicato il 2 dicembre 2015.
Il mixtape è stato pubblicato tre mesi dopo il primo intitolato Lil Peep; Part One. 

## Antefatti
Secondo Lil Peep, il progetto è migliore del suo precedente mixtape Lil Peep; Part One.
Il 16 dicembre 2015 è stato pubblicato il video musicale del brano Live Forever.
Mysticphonk, produttore delle canzoni Angeldust e haunt u, ha ri-pubblicato le due canzoni come singoli e alla morte di Peep, alla fine del 2017, le ha inserite nel suo extended play intitolato 2016, una raccolta di canzoni che ha prodotto per il rapper.

## Tracce
1. Angeldust – 1:51 (testo: Gustav Åhr, Chad Phonk – musica: Mysticphonk)
2. Mirror, Mirror – 1:43 (testo: Gustav Åhr, Hector Vaé – musica: Hector Vaé)
3. Pick Me Up (feat. Yunggoth✰) – 2:49 (testo: Gustav Åhr, Luis Venegas,  Thom Yorke, Jonny Greenwood, Philip Selway, Ed O'Brien, Colin Greenwood – musica: Fleance)
4. Nuts (feat. Lil Skil) – 1:25 (testo: Gustav Åhr, Lil Skil, William Davidson – musica: Willie G)
5. Haunt U – 1:57 (testo: Gustav Åhr, Chad Phonk – musica: Mysticphonk)
6. Vibe – 1:52 (testo: Gustav Åhr, Paulie Leparik – musica: Paulie)
7. Live Forever – 2:40 (testo: Gustav Åhr, Nicholas Brobak, Rob Dell – musica: Brobak)
8. Flannel – 1:58 (testo: Gustav Åhr, William Davidson, Simon Gallup, Laurence Tolhurst – musica: Willie G)
9. 2008 – 1:43 (testo: Gustav Åhr, Hector Vaé – musica: Hector Vaé)
10. Give U the Moon – 2:19 (testo: Gustav Åhr, Wind In Sails – musica: Kryptik)

## Formazione

### Musicisti
- Lil Peep – voce, testi
- Yunggoth✰ – voce, testi
- Lil Skil – voce, testi
- Brobak – testi, produzione
- Rob Dell – testi

#### Altri musicisti
- Thom Yorke – chitarra
- Jonny Greenwood – chitarra
- Philip Selway – batteria
- Ed O'Brien – chitarra
- Colin Greenwood – basso
- Simon Gallup – basso
- Lol Tolhurst – batteria
- Wind In Sails – chitarra

### Produzione
- Fleance – produzione
- Hector Vaé – produzione
- Kryptik – produzione
- Mysticphonk – produzione
- Paulie Leparik – produzione
- Willie G – produzione